# ایمبولمالگاما
ایمبولمالگاما (به لاتین: Imbulmalgama) یک منطقهٔ مسکونی در سری‌لانکا است که در استان مرکزی (سری‌لانکا) واقع شده‌است.